# سیارک ۶۶۲۱
سیارک ۶۶۲۱ (به انگلیسی: 6621 Timchuk، نامگذاری:1975VN5) شش هزار و ششصد و بیست و یکمین سیارک کشف شده‌است که در ۲ نوامبر ۱۹۷۵ کشف شد.
قدر مطلق سیارک برابر ۱۳٫۵۰ است.